# Heterocyclus perroquini
Heterocyclus perroquini је пуж из реда Littorinimorpha.

## Угроженост
Ова врста се сматра угроженом.

## Распрострањење
Ареал врсте је ограничен на Нову Каледонију.

## Станиште
Станиште врсте су слатководна подручја.